# Ponzianigambiet
Het Ponzianigambiet, niet te verwarren met de Ponzianiopening, is een gambiet dat kan worden gespeeld tijdens de opening van een schaakpartij.

## In de Koningspion-opening

### Uitleg
Het is een variant van de schaakopening Koningspion en is ingedeeld bij de open spelen.
Het heeft als beginzetten: 1.e4 e5 2.Pf3 Pc6 3.c3 f5.
Eco-code C 44.
Het gambiet is afkomstig van Domenico Ponziani (omstreeks 1750), een priester in wat nu Italië is.

## In het Tweepaardenspel

### Uitleg
Er bestaat nog een Ponzianigambiet, ook ingedeeld bij de open spelen. Het is een variant in het Tweepaardenspel.
Het heeft de volgende zetten: 1.e4 e5 2.Pf3 Pc6 3.Lc4 Pf6 4.Pg5 Pe4.
Eco-code C 57.

## Na 2. Lc4 Pf6

### Uitleg
Een andere openingsvariant met de benaming Ponzianigambiet, eveneens ingedeeld bij de open spelen, begint met de zetten 1.e4 e5 2.Lc4 Pf6 3.d4 ed 4.e5.
Eco-code C 24.